# Puerto de Jougne
El puerto de Jougne es un collado de montaña situado en Francia en el macizo del Jura.

## Geografía
Este collado está situado no muy  lejos de la frontera entre Francia y Suiza, cerca de Vallorbe, que se encuentra unos kilómetros más abajo del collado, bajando  hacia Suiza. Marca la línea divisoria de aguas entre el Mar del Norte y el mar Mediterráneo, conectando el lago de Orbe al sursudeste y el lago de Doubs al nornoroeste.